# Cratere Sūr Dās
Sūr Dās  è un cratere sulla superficie di Mercurio.